# T. Y. Hilton
Eugene Marquis "T. Y." Hilton (* 14. listopadu 1989 v Miami, stát Florida) je hráč amerického fotbalu nastupující na pozici Wide receivera za tým Indianapolis Colts v National Football League. Univerzitní fotbal hrál za Florida International University, poté byl vybrán ve třetím kole Draftu NFL 2012 týmem Indianapolis Colts.

## Mládí
Hilton se narodil v Miami ve státě Florida Tyroneovi a Coře Hiltonovým. Navštěvoval místní Miami Springs High School a byl hvězdou jak basketbalového, tak fotbalového týmu Golden Hawks. Novinami Miami Herald byl za výkony v posledním ročníku vybrán do prvního all-stars týmu v americkém fotbalu, a do prvního all-stars týmu v basketbalu v předposledním a posledním ročníku. Jako Wide receiver nasbíral průměrně 18,7 yardu na jednu zachycenou přihrávku, celkem 785 yardů a 16 touchdownů, jako kick returner v deseti zápasech vrátil 4 výkopy do touchdownu.
Hilton si 6. února 2008 zvolil jako další působiště Florida International University, když o něj měli zájem University of Mississippi, West Virginia University, University of Florida a právě FIU. Jeho otec prozradil, že si FIU vybral místo WVU den před podpisem, protože do klobouku hodil jména těchto dvou univerzit a šestkrát v řadě vytáhl lístek s FIU.

## Univerzitní fotbal
Pod vedením Maria Cristobala se stává startujícím wide receiverem v každém roce na FIU. Hned při debutu při prvním kontaktu s míčem proti University of Kansas vrací punt do touchdownu. Později toho roku proti Arkansas State University hází 38 yardů dlouhou touchdownovou přihrávku na Juniora Mertileho, když se těsně předtím ve stejné akci při "reverse play" dopustil fumblu. Tato hra je na FIU známá jako "The Hilton Heave". Celkem byl v první sezóně zodpovědný za 12 TD, které dosáhl pěti různými způsoby: 7 zachycených, 5 běhových, jeden pasový, jeden z puntu a jeden z kickoffu. Také stanovil nováčkovské rekordy FIU v zachycených yardech (1 103 z 41 pokusů), průměru yardů po zachycení (24,7) a celkem získaných yardů (2 162). Ze všech nováčků v celých USA se umístil jako třetí nejlepší v počtu získaných yardů na zápas (180,25) a to mu vyneslo cenu "Sun Belt Freshman Player of the Year".
Před startem sezóny 2009 se trenér Alabamy Nick Saban nechal slyšet, že Hilton je "lepší ofenzivní hráč, než jakýkoliv jiným proti kterým jsme hráli minulý týden" (proti Virginia Tech). Hilton pak první akcí sezóny právě proti Alabamě vrátil kickoff pro 96 yardů. Celkem si za ročník připsal 57 zachycených přihrávek pro 632 yardů a 5TD, a také 22 kickoff returnů vrácených pro 633 yardů, přestože vynechal utkání 5. týdne proti WKU kvůli zranění kolena.
Rozjezd do sezóny 2010 měl T.Y. pomalý, když ani v jednom z prvních čtyř zápasů nezaznamenal touchdown a teprve doma proti WKU skóroval první běhový. Po porážce uprostřed sezóny od Florida Atlantic University se Hilton vrátil silnější a proti Louisiana-Monroe skóroval 4 TD: 95 yardů dlouhý kickoff return, 2 přihrávky Wesleyho Carrolla a nakonec běhový touchdown. Rovněž zazářil proti Troy, kde 6 zachycených přihrávek proměnil v 158 yardů, 2 běhové TD a pomohl týmu k rekordním 448 naběhaným yardům.
Ve svém prvním školním bowlu proti Toledu vrátil na začátku druhé půle kickoff do touchdownu a byl také klíčovým mužem při situaci 4a17, kterou FIU proměnila v první down, posléze ve field gól a vítězství 34:32. Za to byl vyhlášen Nejužitečnějším hráčem utkání, po skončení sezóny také "Sun Belt Player of the Year" a byl jmenován do prvního all-stars týmu konference Sun Belt na pozicích Wide receivera i return specialisty. Ročník zakončil osobním rekordem 2 089 nachytaných yardů, z toho 848 po 59 zachycených přihrávkách a 282 po 30 běhových pokusech.
Start do sezóny 2011 měl skvělý, proti North Texas University nasbíral dohromady 283 yardů, rekord školy. o týden později byl strůjcem vítězství 24:17 nad University of Louisville, když zaznamenal 74 a 83 yardů dlouhé touchdowny. Nakonec v tomto utkání zachytil 7 přihrávek pro 201 yardů, čímž překonal osobní i školní rekord v počtu nachytaných yardů v jeden zápas.

## Profesionální kariéra

### Draft NFL
Hilton byl vybrán ve třetím kole Draftu NFL 2012 jako 92. hráč celkově týmem Indianapolis Colts. Na konci května pak podepsal s Colts čtyřletou smlouvu na 2,642 milionů dolarů.

### 2012
V první profesionální sezóně se Hilton etabloval jako Punt a Kickoff returner a slotový Receiver. Ve 12. týdnu proti Buffalo Bills vrátil punt pro 75 yardů a později zachytil osmiyardovou přihrávku pro touchdown. Tyto dvě akce přispěly k výhře Colts 20:13. Sezónu 2012 zakončil s 50 zachycenými přihrávkami pro 861 yardů a stal se lídrem týmu v počtu touchdownů (7).

### 2013
Na začátku sezóny 2013 se Hilton stal třetím Receiverem za Reggiem Waynem a Darriusem Heyward-Beyem. Dosavadní rekord kariéry si vylepšil v utkání proti Seattle Seahawks v pátém týdnu, kdy zaznamenal 140 nachytaných yardů a 2 touchdowny, čímž pomohl Colts k vítězství 34:28.
Díky přetrženému zkříženému vazu Reggieho Waynea a nízké produktivitě Heywarda-Beye se Hilton stal Wide receiverem číslo jedna a hned v 9. týdnu proti Houston Texans zaznamenal 121 nachytaných yardů a 3 touchdowny.
Při úžasném obratu a vítězství Colts nad Kansas City Chiefs 45:44 Hilton zaznamenal 13 zachycených přihrávek pro 224 yardů (oba play-off rekordy Colts) a 2 touchdowny. Jeho 224 yardů je třetí nejvyšší počet nachytaných yardů v jediném utkání v historii NFL.

### 2014
V šestém týdnu proti Texans stanovil Hilton nový osobní rekord 223 zachycených yardů a zůstal pouze jediný yard za rekordem Colts Raymonda Berryho z roku 1957. Ve 12. týdnu ve druhé sezóně za sebou překonal 1 000 yardů, celkem si za sezónu připsal 82 zachycených přihrávek pro 1 345 yardů a 7 touchdownů. Za své výkony byl poprvé v kariéře vybrán do Pro Bowlu.

### 2015
13. srpna 1015 podepsal Hilton pětiletý kontrakt s Colts na 65 milionů dolarů, z toho 39 milionů garantovaných.

## Statistiky

### Základní část
| Sezóna | Tým                | Zapasů | Zapasů | Zachycených | Zachycených | Zachycených | Zachycených | Zachycených | Naběhaných | Naběhaných | Naběhaných | Naběhaných | Naběhaných | Fumbly | Fumbly |
| Sezóna | Tým                | OZ     | SH     | Zach        | Yardy       | Prům        | Nejd        | TD          | Pok        | Yardy      | Prům       | Nejd       | TD         | Fum    | Ztrac  |
| ------ | ------------------ | ------ | ------ | ----------- | ----------- | ----------- | ----------- | ----------- | ---------- | ---------- | ---------- | ---------- | ---------- | ------ | ------ |
| 2012   | Indianapolis Colts | 15     | 1      | 50          | 861         | 17.2        | 70          | 7           | 5          | 29         | 5.8        | 19         | –          | 1      | –      |
| 2013   | Indianapolis Colts | 16     | 10     | 82          | 1,083       | 13.2        | 73T         | 5           | 2          | 6          | 3.0        | 3          | –          | 1      | –      |
| 2014   | Indianapolis Colts | 15     | 15     | 82          | 1,345       | 16.4        | 73T         | 7           | 2          | 20         | 10.0       | 15         | –          | 3      | 1      |
|        | Celkem             | 46     | 26     | 214         | 3,289       | 15.4        | 73          | 19          | 9          | 55         | 6.1        | 19         | 0          | 5      | 1      |

### Play-off
| Sezóna | Tým                | Zapasů | Zapasů | Zachycených | Zachycených | Zachycených | Zachycených | Zachycených | Naběhaných | Naběhaných | Naběhaných | Naběhaných | Naběhaných | Fumbly | Fumbly |
| Sezóna | Tým                | OZ     | SH     | Zach        | Yardy       | Prům        | Nejd        | TD          | Pok        | Yardy      | Prům       | Nejd       | TD         | Fum    | Ztrac  |
| ------ | ------------------ | ------ | ------ | ----------- | ----------- | ----------- | ----------- | ----------- | ---------- | ---------- | ---------- | ---------- | ---------- | ------ | ------ |
| 2012   | Indianapolis Colts | 1      | 0      | 8           | 66          | 8.3         | 25          | 0           | –          | –          | –          | –          | –          | –      | –      |
| 2013   | Indianapolis Colts | 2      | 2      | 17          | 327         | 19.2        | 64T         | 2           | –          | –          | –          | –          | –          | –      | –      |
| 2014   | Indianapolis Colts | 3      | 3      | 11          | 211         | 19.2        | 36          | 0           | 1          | 1          | 1.0        | 1          | 0          | –      | –      |
|        | Celkem             | 6      | 5      | 36          | 604         | 16.8        | 64          | 2           | 1          | 1          | 1.0        | 1          | 0          | 0      | 0      |

## Osobní život
Hiltonovi a jeho ženě Shantrell se 23. listopadu 2014 na rodila dcera a rovněž má i syna Eugena Hiltona.